# Rütschdorf
Rütschdorf ist ein Ortsteil von Hardheim im Neckar-Odenwald-Kreis.

## Geographische Lage
Rütschdorf liegt am nordöstlichen Rand des Neckar-Odenwald-Kreises in Baden-Württemberg. Die nordwestliche Ortsgrenze bildet zu Guggenberg, einem Ortsteil der Gemeinde Eichenbühl, Landkreis Miltenberg, mit die Landesgrenze zwischen Baden-Württemberg und Bayern.

## Herkunft des Ortsnamens
1365 wird der Ort als Ruczeldorf, Dorf des Ruzilo (Rudolf), bezeichnet, weiter als Ruocessdorffe (1395) oder Ruocelsdorf (1415). Rütschdorf hat sinngemäß die gleiche Herkunft des Namens wie Rüsselsheim am Main.

## Geschichte
Rütschdorf entstand als hochmittelalterlicher Rodungsweiler und war ursprünglich im Besitz des Klosters Amorbach. Die Herrschaftsrechte gingen in rasch wechselnder Folge unter anderem an die Herren von Ehrenberg, von Helmstatt, Zobel von Giebelstadt. 1632 fiel Rütschdorf mit dem Aussterben derer von Rosenberg als deren Lehen an das Hochstift Würzburg heim. Grundherren wurden dann die Herren von Hatzfeld. Als dieses Geschlecht erlosch, kam der Ort 1765 in den Besitz des Klosters Bronnbach, die es pfandweise von den Freiherren Zobel von Giebelstadt erwarben. Im Zuge der Säkularisation gelangte Rütschdorf 1803 an die Fürsten von Löwenstein-Wertheim-Rosenberg und damit 1806 zum Großherzogtum Baden.
Der in nordöstlicher Richtung etwa zwei Kilometer (Luftlinie) entfernt an der Erf gelegene Breitenauer Hof, der mindestens seit 1820 zu Rütschdorf gehörte, wurde am 1. April 1924 abgetrennt und nach Hardheim eingegliedert.
Von 1935 bis 1945 war Rütschdorf (zusammen mit Dornberg und Vollmersdorf) nach Wettersdorf eingemeindet. 1975 erfolgte die Eingemeindung nach Hardheim.

## Wappen
Das ehemalige Wappen von Rütschdorf zeigt eine goldene Pflugschar auf blauem Grund. Es ist bereits im Gerichtssiegel im ausgehenden 18. und im 19. Jahrhundert zu finden. Die Festlegung der Ortswappenfarben erfolgte 1908 durch das Generallandesarchiv.

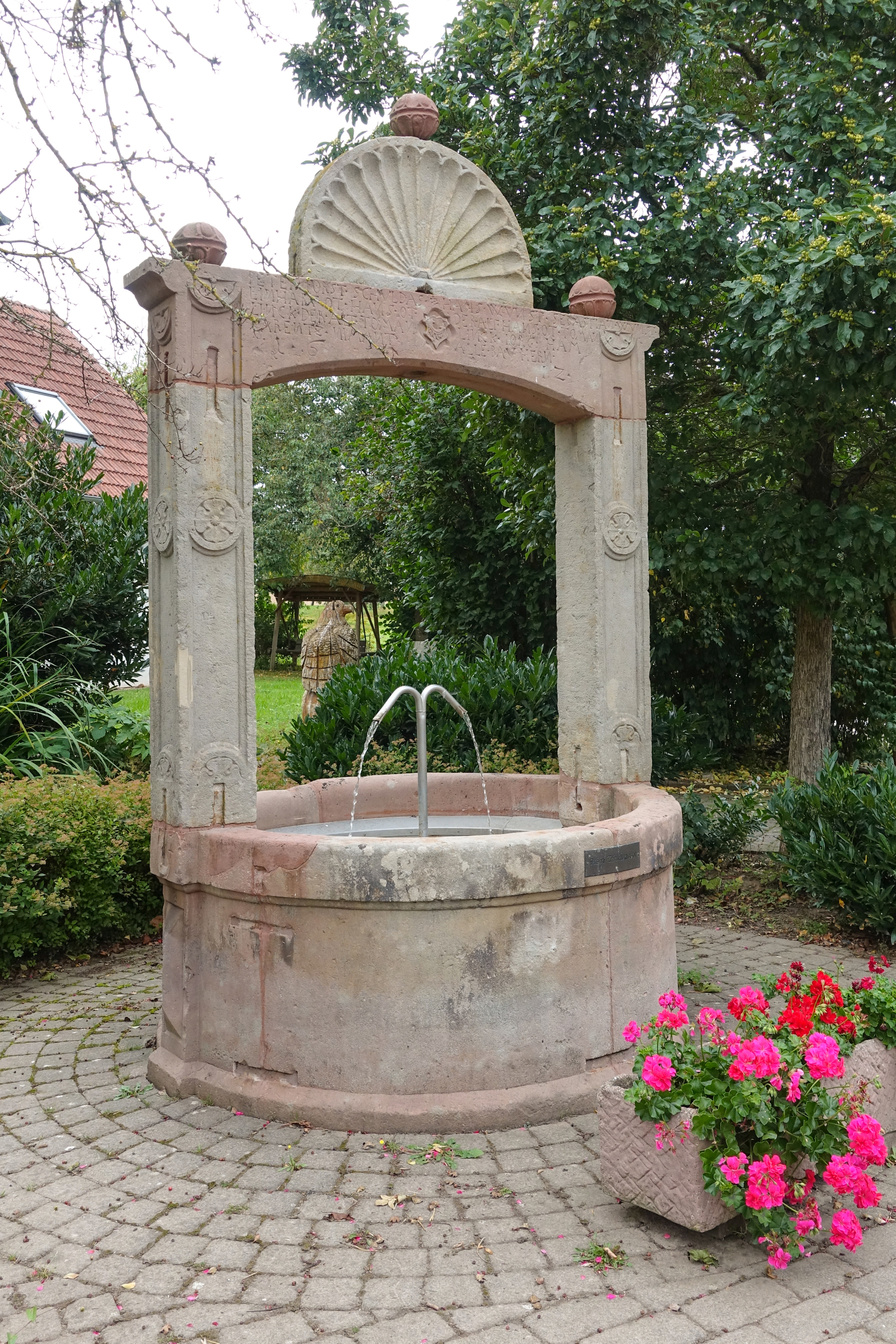
Brunnen mit Jahreszahl 1612

## Kultur und Sehenswürdigkeiten
Im unteren Bereich des Dorfs befindet sich ein im Renaissancestil gehaltener Ziehbrunnen mit der Jahreszahl 1612. Das Filialkirchlein St. Wendelin wurde 1703 erbaut. Der Altar stammt vom Kloster Bronnbach.

## Wirtschaft und Infrastruktur
Rütschdorf ist ein primär landwirtschaftlich geprägter Ort.